# Evelyn Blackwood
Evelyn Blackwood es una antropóloga estadounidense cuya investigación se centra en el género, la sexualidad, la identidad y el parentesco. Recibió el Premio Ruth Benedict en 1999, 2007 y 2011. Es profesora emérita de antropología en la Universidad Purdue.

## Trayectoria
Se licenció en psicología en el King's College de la Universidad de Nueva York. Obtuvo una maestría en antropología en la Universidad Estatal de San Francisco y un doctorado de la Universidad Stanford en 1993. Además, fue profesora ayudante en la Universidad Purdue de 1994 a 2000, profesora asociada de 2000 a 2010 y profesora de 2010 a 2017. Posteriormente, fue nombrada profesora emérita de la universidad. 
Blackwood es lesbiana, trabaja sobre género, sexualidad, identidad y parentesco en lo que se refiere a diferentes sociedades culturales en Sumatra Occidental, Indonesia y Estados Unidos. En 2001, recibió una beca Fulbright Senior y, en 2007, una beca Martin Duberman, del Centro de Estudios Lésbicos y Gays, de la Universidad de la Ciudad de Nueva York, por su investigación sobre sexualidad e identidad en Indonesia y el sudeste asiático. Dicha investigación dio como resultado varias publicaciones, incluida la monografía, Falling into the Lesbi World: Desire and Difference in Indonesia (2010), que ganó el premio Ruth Benedict de 2011.
Su investigación posterior combina antropología e historia para "explorar la construcción y negociación de la identidad, la individualidad y la sexualidad entre los baby boomers en Estados Unidos, centrándose en las mujeres de la primera generación de lesbianas" en el área de la Bahía de San Francisco en la década de 1970.

## Premios
- Premio Ruth Benedict, Deseos femeninos: relaciones del mismo sexo y prácticas transgénero en todas las culturas, (1999)[6]
- Beca Fulbright Senior, (2001)[4]
- Beca Martin Duberman, (2007)[5]
- Premio Ruth Benedict, coeditora, Sexualidades y masculinidades de mujeres en una Asia en proceso de globalización, (2007)
- Premio Ruth Benedict, Falling into the Lesbi World: Desire and Difference in Indonesia, (2011),

## Publicaciones (selección)

### Revistas
- Blackwood, Evelyn (1998). «Tombois in West Sumatra: Constructing Masculinity and Erotic Desire». Cultural Anthropology 64 (4): 491-521. doi:10.1525/can.1998.13.4.491.
- Blackwood, Evelyn (2005). «Gender Transgression in Colonial and Postcolonial Indonesia». The Journal of Asian Studies 64 (4): 849-879. doi:10.1017/S0021911805002251.
- Blackwood, Evelyn (2005). «Wedding Bell Blues: Marriage, Missing Men, and Matrifocal Follies». American Ethnologist 32 (1): 3-19. doi:10.1525/ae.2005.32.1.3.
- Blackwood, E. (2007). «Regulation of sexuality in Indonesian discourse: Normative gender, criminal law and shifting strategies of control.». Culture, Health and Sexuality 9 (3): 293-307. PMID 17457732. doi:10.1080/13691050601120589.
- Blackwood, Evelyn (2009). «Trans identities and contingent masculinities: Being tombois in everyday practice». Feminist Studies 35 (3): 454-480.

### Libros
- Webs of Power: Women, Kin, and Community in a Sumatran Village. Rowman & Littlefield Publishing. 2000. ISBN 978-0847699117.
- Falling into the Lesbi World: Desire and Difference in Indonesia. University of Hawaii Press. 2010. ISBN 978-0824834425.

### Antologías
- Blackwood; Wieringa, eds. (1999). Female Desires: Transgender Practices Across Cultures. Columbia University. ISBN 978-0231112604.
- Blackwood; Wieringa, eds. (2007). Women's Sexualities and Masculinities in a Globalizing Asia (Comparative Feminist Studies). Palgrave Macmillan. ISBN 978-1403977687.
- Blackwood (2017).  Blackwood; Stockard, eds. Cultural Anthropology: Mapping Cultures across Time and Space. San Francisco: Wadsworth Publishing. ISBN 978-1305863026.